# Orchestre national de Lille
L'Orchestre national de Lille è un'orchestra francese con sede a Lille. La sua sala principale per i concerti è l'Auditorium du Nouveau Siècle, dal 2003.

## Storia
Il gruppo precursore dell'orchestra fu l'Orchestre de l'ORTF de Lille, che fu dismessa nel 1974. Nel 1976, grazie alle azioni della Nord-Pas-de-Calais e del direttore Jean-Claude Casadesus, l'orchestra fu riformata come l'Orchestre philharmonique de Lille. Nel 1980, con il patrocinio del governo, l'orchestra prese il nome attuale, Orchestre national de Lille.
Jean-Claude Casadesus è stato direttore musicale dal 1976 al 2016. Nel marzo 2016 l'orchestra ha annunciato la nomina di Alexandre Bloch come successivo direttore musicale, a partire dalla stagione 2016-2017. Nel dicembre 2018 l'orchestra ha annunciato l'estensione del contratto di Bloch fino alla stagione 2023-2024.

## Music directors
- Jean-Claude Casadesus (1976-2016)
- Alexandre Bloch (2016–attuale)